# Alan Anderson (calciatore)
Arthur Alan Duncan Anderson (Edimburgo, 21 dicembre 1939 – 27 febbraio 2022) è stato un calciatore scozzese, di ruolo difensore.
Difensore centrale, ha giocato 5 volte nella Coppa delle Fiere 1965-1966, segnando 2 gol con l'Hearts.